# Jaroslav Brabec
Jaroslav Brabec (Litoměřice, Checoslovaquia; 27 de julio de 1949-20 de mayo de 2018) fue un atleta checo especializado en la prueba de lanzamiento de peso, en la que consiguió ser medallista de bronce europeo en pista cubierta en 1974.

## Carrera deportiva
En el Campeonato Europeo de Atletismo en Pista Cubierta de 1974 ganó la medalla de bronce en el lanzamiento de peso, con una marca de 19.87 metros, tras el británico Geoff Capes (oro con 20.95 metros) y el alemán Heinz-Joachim Rothenburg.